# Zreče
Zreče là một khu tự quản của Slovenia. Zreče có diện tích 67 km², dân số là 6443 người (năm 2002).
Khu tự quản này nằm trên các sườn dốc của Pohorje trong thung lũng phía trên sông Dravinja. Theo truyền thống, khu vực này là một phần của khu vực Hạ Styria. Thành phố hiện nay bao gồm trong khu vực thống kê Savinja. Tại thời điểm năm 2002 nó đã có dân số 6245 người, tăng trưởng đến mức 6443 theo điều tra dân số năm 2008. Zreče đã trở thành một khu định cưp duy nhất trong năm 1987, khi các làng trên và Zgornje Zreče, Spodnje Zreče và Dobrava đã được hợp nhất. Nền kinh tế địa phương tập trung vào du lịch, đặc biệt là trong những tháng mùa đông với các khu nghỉ mát trượt tuyết tại Rogla. Một tỷ lệ dân số cũng làm nông nghiệp.
Khu nghỉ mát và trượt tuyết Rogla ngày càng đóng vai trò quan trọng trong nền kinh tế địa phương qua ngành du lịch, với phân nửa dân số hoạt động trong lĩnh vực này. Có rất nhiều khách sạn, căn hộ, nhà nghỉ, biệt thự trong khu vực cũng như các phòng tập thể dục, bệnh viện, phòng tắm hơi và mát xa.